# Málaga Open 2022
Il Málaga Open 2022 è stato un torneo maschile di tennis professionistico. È stata la 1ª edizione del torneo, facente parte della categoria Challenger 80 nell'ambito dell'ATP Challenger Tour 2022, con un montepremi di 45 730 €. Si è svolto dal 27 giugno al 3 luglio 2022 sui campi in cemento dell'Inacua Centro Raqueta di Malaga, in Spagna.

## Partecipanti

### Teste di serie
| Nazionalità   | Giocatore             | Ranking* | Testa di serie |
| ------------- | --------------------- | -------- | -------------- |
| Australia     | Christopher O'Connell | 109      | 1              |
| Canada        | Vasek Pospisil        | 125      | 2              |
| Stati Uniti   | Ernesto Escobedo      | 133      | 3              |
| Francia       | Constant Lestienne    | 151      | 4              |
| Ecuador       | Emilio Gómez          | 153      | 5              |
| Turchia       | Altuğ Çelikbilek      | 178      | 6              |
| Stati Uniti   | Michael Mmoh          | 182      | 7              |
| Taipei cinese | Wu Tung-lin           | 194      | 8              |

* Ranking al 20 giugno 2022.

### Altri partecipanti
I seguenti giocatori hanno ricevuto una wild card per il tabellone principale:
- Alberto Barroso Campos
- Daniel Mérida
- Bernard Tomic

Il seguente giocatore è entrato in tabellone con il ranking protetto:
- Roberto Marcora

I seguenti giocatori sono entrati in tabellone come alternate:
- Nicolás Álvarez Varona
- Kaichi Uchida
- Steven Diez

I seguenti giocatori sono passati dalle qualificazioni:
- Gabriel Décamps
- Yuki Bhambri
- Marek Gengel
- James McCabe
- Alibek Kachmazov
- Daniel Cukierman

## Campioni

### Singolare
Constant Lestienne ha sconfitto in finale  Emilio Gómez con il punteggio di 6–3, 5–7, 6–2.

### Doppio
Altuğ Çelikbilek /  Dmitrij Popko hanno sconfitto in finale  Daniel Cukierman /  Emilio Gómez con il punteggio di 6(4)–7, 6–4, [10–7].